# Myonera garretti
Myonera garretti är en musselart. Myonera garretti ingår i släktet Myonera och familjen Cuspidariidae. Inga underarter finns listade i Catalogue of Life.